# Branyicska község
Branyicska község (románul: Comuna Brănișca) község Hunyad megyében, Romániában. Központja Branyicska, beosztott falvai Baresd, Bikótelep, Bóz, Furksora, Gyálakuta, Kabesd, Tirnavica, Tirnáva.

## Népessége
A 2011-es népszámlálás adatai alapján a község népessége 1767 fő volt.